# 215 Oenone
215 Oenone је астероид главног астероидног појаса. Приближан пречник астероида је 35,51 km,
а средња удаљеност астероида од Сунца износи 2,765 астрономских јединица (АЈ).
Инклинација (нагиб) орбите у односу на раван еклиптике је 1,690 степени, а орбитални период износи 1679,949 дана (4,599 године). Ексцентрицитет орбите астероида износи 0,035.
Апсолутна магнитуда астероида износи 9,59 а геометријски албедо 0,204.
Астероид је откривен 7. априла 1880. године.